# 塞罗勒那

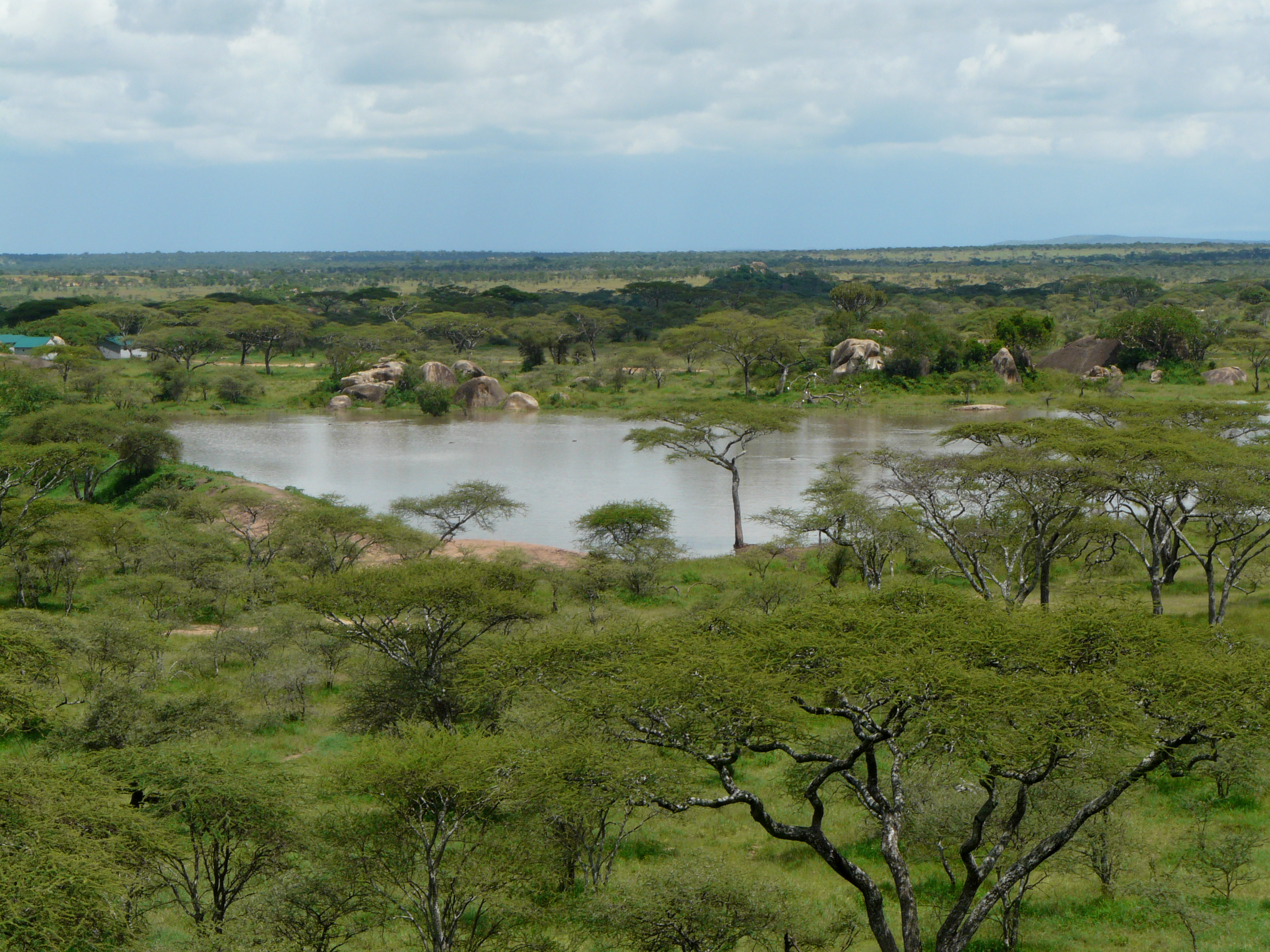
塞罗勒那

塞罗勒那（Seronera）是塞伦盖蒂国家公园内的一个小型居留地，也是国家公园的主要指挥中心，配有小型的飞机临时跑道、酒店等，周围是灌木丛林景观，休息时可能会看到路过的长颈鹿。